# Pepe Luis Vázquez
José Luis Vázquez Garcés, conocido como Pepe Luis Vázquez, (Sevilla, 21 de diciembre de 1921-ibídem, 19 de mayo de 2013), fue un torero español considerado una de las figuras del toreo más relevantes del siglo XX.

## Biografía

### Inicios
Nació en el barrio de San Bernardo (Sevilla) el 21 de diciembre de 1921, fue bautizado el 3 de enero de 1922.
Hijo de José Vázquez Roldán capataz de matarifes del matadero municipal y novillero en su juventud. El barrio de San Bernardo de Sevilla, es conocido como el «barrio de los toreros», por ser la cuna de numerosos matadores. Desde los 13 años aprovechaba la hora de la siesta en verano y las noches durante el invierno para acercarse, a hurtadillas, al matadero municipal situado cerca de su domicilio y torear a los animales que iban a ser sacrificados al día siguiente; él mismo, recordando esta etapa, manifestó muchos años después: «Era como una escuela taurina, pero no autorizada».
Se vistió por primera vez de luces como novillero en 1937, en la plaza de toros de las Palomas en Algeciras, siendo su compañero de cartel Antonio Bienvenida. El 5 de junio de 1938 debutó en la Plaza de toros de la Real Maestranza de Caballería de Sevilla, aún como novillero, acompañado por Manolete, diestro con el que a lo largo de su carrera compartió cartel en ciento veintidós ocasiones. Su primera actuación en la plaza de Las Ventas tiene lugar el 13 de julio de 1939, con novillos de la ganadería brava Domingo Ortega, en una trágica tarde en la que mientras él triunfaba, su compañero de cartel el novillero madrileño Félix Almagro, sufría una herida en el cuello por la que muere en la misma enfermería de la plaza.

### Consagración
Tomó la alternativa en la Maestranza de Sevilla el 15 de agosto de 1940, siendo su padrino Pepe Bienvenida y el testigo Gitanillo de Triana. El 20 de octubre de ese año, confirmó la alternativa en Las Ventas de manos de Marcial Lalanda y Rafael Ortega El Gallo. A la corrida asistió, por invitación de Franco, el dirigente nazi Heinrich Himmler que estaba de visita en España.
A partir de entonces toreó en las principales plazas de España y América. Durante los años 1941 y 1942 lideró el escalafón taurino. El 25 de julio de 1943 mientras lidiaba en la plaza de Santander sufrió una gravísima cornada en la cara. Su inimitable forma de citar a los toros desde los medios con la muleta plegada en la mano izquierda a modo de cartucho, la cual después desplegaba para dar un pase natural a pies juntos, entusiasmaba al público: «era su famoso "cartucho de pescao"». Esta forma de citar sin embargo no fue una invención propia, sino que la adoptó de otro gran torero, El Espartero.
Se retiró en 1953, reapareciendo fugazmente en 1959, para despedirse definitivamente de los ruedos ese mismo año, tras dos triunfos importantes en la Monumental de Barcelona y en Madrid. Posteriormente se dedicó a la cría de reses bravas comprando una ganadería que pasó a llamarse Hermanos Vázquez Silva.
Sus hermanos Manolo Vázquez (1930-2005) y Antonio Vázquez (1933), así como su hijo Pepe Luis Vázquez (1957), han sido también toreros.

## Reconocimientos
En 1998 el Gobierno de España le concedió la Medalla de Oro al Mérito en las Bellas Artes.
El 3 de marzo de 2001 un jurado compuesto por cronistas y aficionados lo incluyó dentro de la lista de los diez toreros más importantes del siglo XX, junto a los siguientes matadores: José Gómez Joselito, Juan Belmonte, Domingo Ortega, Manolete, Antonio Bienvenida, Antonio Ordóñez, Paco Camino, Santiago Martín El Viti y Curro Romero.
El 11 de mayo de 2002 se le rindió un emotivo homenaje en la plaza de Las Ventas de Madrid, colocándose un mosaico de azulejos con el siguiente texto: «Pepe Luis Vázquez Garcés, armonía, belleza y gloria en la Historia de la Tauromaquia». En el mismo acto Ángel Luis Bienvenida hermano de Antonio Bienvenida lo definió con la siguiente frase: «Ha sido la esencia del toreo, lo más puro, profundo y de mayor arte y personalidad que ha existido.»
El 20 de abril de 2003 se inauguró un monumento en su honor en la ciudad de Sevilla, muy cerca de la Real Maestranza, un acto presidido por el entonces alcalde de la ciudad Alfredo Sánchez Monteseirín. En abril de 2008 recibió el X Premio Nacional Universitario de Tauromaquia Joaquín Vidal, concedido por el Círculo Taurino Universitario Luis Mazzantini, que recogió de manos de su hijo, el también matador, Pepe Luis Vázquez. El acto tuvo lugar en la Universidad Rey Juan Carlos de Madrid.

## Fallecimiento
Falleció el 19 de mayo de 2013 a los noventa y un años en el Hospital Nisa de Castilleja de la Cuesta cerca de Sevilla, donde había ingresado una semana antes a causa de una caída doméstica. Su deceso fue consecuencia de problemas de salud debido a su edad avanzada.
El féretro con sus restos mortales fue llevado a la Plaza de Toros de la Real Maestranza de Caballería de Sevilla portado por compañeros de profesión, entre ellos Morante de la Puebla, Tomás Campuzano y Curro Durán, dando una vuelta al ruedo, como homenaje póstumo a su figura.
Fue enterrado en el Cementerio de San Fernando de Sevilla.